# Rajd Dakar 2014

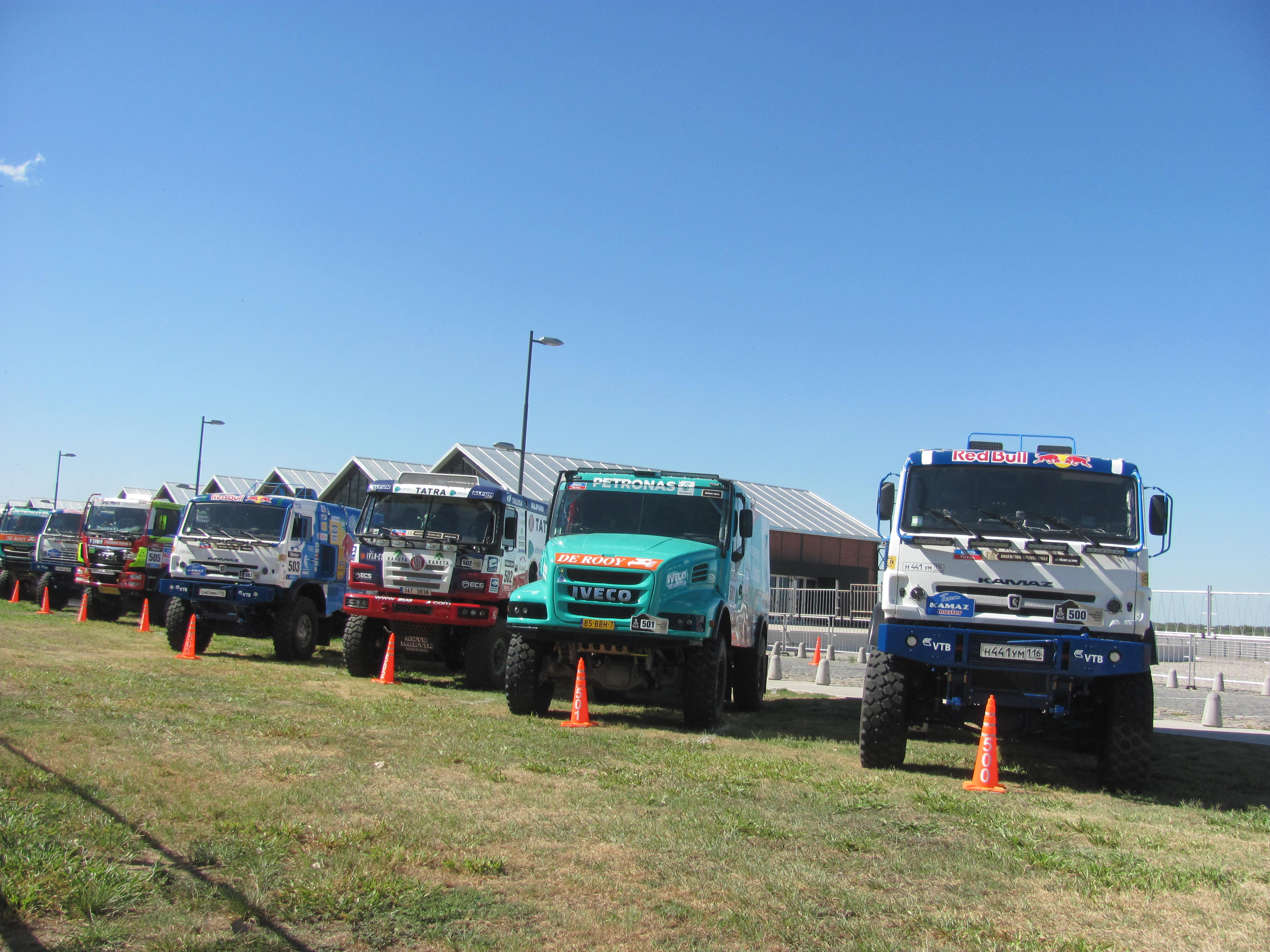
Rajd Dakar 2014

Rajd Dakar 2014 – 35. edycja Rajdu Dakar, która odbywała się między 5 a 18 stycznia 2014. Rajd rozpoczął się w Argentynie w Rosario, a zakończył w chilijskim Valparaíso.

## Etapy
| Etap | Data        | Start        | Meta         | Motocykle/Quady | Motocykle/Quady | Motocykle/Quady | Samochody   | Samochody   | Samochody   | Ciężarówki  | Ciężarówki  | Ciężarówki  |
| Etap | Data        | Start        | Meta         | Dojazd          | OS              | Razem           | Dojazd      | OS          | Razem       | Dojazd      | OS          | Razem       |
| ---- | ----------- | ------------ | ------------ | --------------- | --------------- | --------------- | ----------- | ----------- | ----------- | ----------- | ----------- | ----------- |
| 1.   | 5 stycznia  | Rosario      | San Luis     | 629             | 180             | 809             | 629         | 180         | 809         | 629         | 180         | 809         |
| 2.   | 6 stycznia  | San Luis     | San Rafael   | 365             | 359             | 724             | 365         | 433         | 797         | 365         | 400         | 765         |
| 3.   | 7 stycznia  | San Rafael   | San Juan     | 292             | 373             | 665             | 295         | 301         | 596         | 295         | 301         | 596         |
| 4.   | 8 stycznia  | San Juan     | Chilecito    | 210             | 353             | 563             | 211         | 657         | 868         | 211         | 657         | 868         |
| 5.   | 9 stycznia  | Chilecito    | Tucumán      | 384             | 527             | 911             | 384         | 527         | 911         | 384         | 527         | 911         |
| 6.   | 10 stycznia | Tucumán      | Salta        | 64              | 400             | 464             | 270         | 424         | 694         | 394         | 156         | 550         |
|      | 11 stycznia | Salta        | Salta        | Dzień wolny     | Dzień wolny     | Dzień wolny     | Dzień wolny | Dzień wolny | Dzień wolny | Dzień wolny | Dzień wolny | Dzień wolny |
| 7.   | 12 stycznia | Salta        | Salta/ Uyuni | 373             | 409             | 782             | 230         | 533         | 763         | 230         | 525         | 755         |
| 8.   | 13 stycznia | Salta/ Uyuni | Calama       | 230             | 462             | 692             | 510         | 302         | 812         | 510         | 302         | 812         |
| 9.   | 14 stycznia | Calama       | Iquique      | 29              | 422             | 451             | 29          | 422         | 451         | 29          | 422         | 451         |
| 10.  | 15 stycznia | Iquique      | Antofagasta  | 58              | 631             | 689             | 58          | 631         | 689         | 58          | 631         | 689         |
| 11.  | 16 stycznia | Antofagasta  | El Salvador  | 144             | 605             | 749             | 144         | 605         | 749         | 144         | 605         | 749         |
| 12.  | 17 stycznia | El Salvador  | La Serena    | 349             | 350             | 699             | 349         | 350         | 699         | 349         | 350         | 699         |
| 13.  | 18 stycznia | La Serena    | Valparaíso   | 378             | 157             | 535             | 378         | 157         | 535         | 378         | 157         | 535         |

## Wyniki etapów

### Motocykle
| ETAP 1       | ETAP 1        | ETAP 1       | ETAP 1       | ETAP 1       | ETAP 1                 | ETAP 1                 | ETAP 1                 | ETAP 1                 | ETAP 1                 |
| Wyniki etapu | Wyniki etapu  | Wyniki etapu | Wyniki etapu | Wyniki etapu | Klasyfikacja generalna | Klasyfikacja generalna | Klasyfikacja generalna | Klasyfikacja generalna | Klasyfikacja generalna |
| Miejsce      | Zawodnik      | Marka        | Czas         | Strata       | Miejsce                | Zawodnik               | Marka                  | Czas                   | Strata                 |
| ------------ | ------------- | ------------ | ------------ | ------------ | ---------------------- | ---------------------- | ---------------------- | ---------------------- | ---------------------- |
| 1.           | Joan Barreda  | Honda        | 2:25:31      | –            | 1.                     | Joan Barreda           | Honda                  | 2:25:31                | –                      |
| 2.           | Marc Coma     | KTM          | 2:26:08      | +0:37        | 2.                     | Marc Coma              | KTM                    | 2:26:08                | +0:37                  |
| 3.           | Cyril Despres | Yamaha       | 2:27:11      | +1:40        | 3.                     | Cyril Despres          | Yamaha                 | 2:27:11                | +1:40                  |

| ETAP 2       | ETAP 2          | ETAP 2       | ETAP 2       | ETAP 2       | ETAP 2                 | ETAP 2                 | ETAP 2                 | ETAP 2                 | ETAP 2                 |
| Wyniki etapu | Wyniki etapu    | Wyniki etapu | Wyniki etapu | Wyniki etapu | Klasyfikacja generalna | Klasyfikacja generalna | Klasyfikacja generalna | Klasyfikacja generalna | Klasyfikacja generalna |
| Miejsce      | Zawodnik        | Marka        | Czas         | Strata       | Miejsce                | Zawodnik               | Marka                  | Czas                   | Strata                 |
| ------------ | --------------- | ------------ | ------------ | ------------ | ---------------------- | ---------------------- | ---------------------- | ---------------------- | ---------------------- |
| 1.           | Sam Sunderland  | Honda        | 3:42:10      | –            | 1.                     | Joan Barreda           | Honda                  | 6:09:41                | –                      |
| 2.           | Francisco López | KTM          | 3:42:49      | +0:39        | 2.                     | Francisco López        | KTM                    | 6:11:44                | +2:03                  |
| 3.           | Joan Barreda    | Honda        | 3:44:10      | +2:00        | 3.                     | Sam Sunderland         | Honda                  | 6:12:14                | +2:33                  |

| ETAP 3       | ETAP 3        | ETAP 3       | ETAP 3       | ETAP 3       | ETAP 3                 | ETAP 3                 | ETAP 3                 | ETAP 3                 | ETAP 3                 |
| Wyniki etapu | Wyniki etapu  | Wyniki etapu | Wyniki etapu | Wyniki etapu | Klasyfikacja generalna | Klasyfikacja generalna | Klasyfikacja generalna | Klasyfikacja generalna | Klasyfikacja generalna |
| Miejsce      | Zawodnik      | Marka        | Czas         | Strata       | Miejsce                | Zawodnik               | Marka                  | Czas                   | Strata                 |
| ------------ | ------------- | ------------ | ------------ | ------------ | ---------------------- | ---------------------- | ---------------------- | ---------------------- | ---------------------- |
| 1.           | Joan Barreda  | Honda        | 3:47:03      | –            | 1.                     | Joan Barreda           | Honda                  | 9:56:44                | –                      |
| 2.           | Cyril Despres | Yamaha       | 3:51:44      | +4:41        | 2.                     | Cyril Despres          | Yamaha                 | 10:09:48               | +13:04                 |
| 3.           | Marc Coma     | KTM          | 3:53:59      | +6:56        | 3.                     | Marc Coma              | KTM                    | 10:10:40               | +13:56                 |

| ETAP 4       | ETAP 4          | ETAP 4       | ETAP 4       | ETAP 4       | ETAP 4                 | ETAP 4                 | ETAP 4                 | ETAP 4                 | ETAP 4                 |
| Wyniki etapu | Wyniki etapu    | Wyniki etapu | Wyniki etapu | Wyniki etapu | Klasyfikacja generalna | Klasyfikacja generalna | Klasyfikacja generalna | Klasyfikacja generalna | Klasyfikacja generalna |
| Miejsce      | Zawodnik        | Marka        | Czas         | Strata       | Miejsce                | Zawodnik               | Marka                  | Czas                   | Strata                 |
| ------------ | --------------- | ------------ | ------------ | ------------ | ---------------------- | ---------------------- | ---------------------- | ---------------------- | ---------------------- |
| 1.           | Juan Pedrero    | Sherco       | 5:29:13      | –            | 1.                     | Joan Barreda           | Honda                  | 15:39:53               | –                      |
| 2.           | Francisco López | KTM          | 5:29:42      | +0:29        | 2.                     | Marc Coma              | KTM                    | 15:43:03               | +3:10                  |
| 3.           | Marc Coma       | KTM          | 5:32:23      | +3:10        | 3.                     | Francisco López        | KTM                    | 15:45:05               | +5:12                  |

| ETAP 5       | ETAP 5           | ETAP 5       | ETAP 5       | ETAP 5       | ETAP 5                 | ETAP 5                 | ETAP 5                 | ETAP 5                 | ETAP 5                 |
| Wyniki etapu | Wyniki etapu     | Wyniki etapu | Wyniki etapu | Wyniki etapu | Klasyfikacja generalna | Klasyfikacja generalna | Klasyfikacja generalna | Klasyfikacja generalna | Klasyfikacja generalna |
| Miejsce      | Zawodnik         | Marka        | Czas         | Strata       | Miejsce                | Zawodnik               | Marka                  | Czas                   | Strata                 |
| ------------ | ---------------- | ------------ | ------------ | ------------ | ---------------------- | ---------------------- | ---------------------- | ---------------------- | ---------------------- |
| 1.           | Marc Coma        | KTM          | 3:02:08      | –            | 1.                     | Marc Coma              | KTM                    | 18:45:11               | –                      |
| 2.           | Jordi Viladoms   | KTM          | 3:15:02      | +12:54       | 2.                     | Joan Barreda           | Honda                  | 19:26:21               | +41:10                 |
| 3.           | Hélder Rodrigues | Honda        | 3:28:01      | +25:53       | 3.                     | Francisco López        | KTM                    | 19:38:52               | +53:41                 |

| ETAP 6       | ETAP 6       | ETAP 6       | ETAP 6       | ETAP 6       | ETAP 6                 | ETAP 6                 | ETAP 6                 | ETAP 6                 | ETAP 6                 |
| Wyniki etapu | Wyniki etapu | Wyniki etapu | Wyniki etapu | Wyniki etapu | Klasyfikacja generalna | Klasyfikacja generalna | Klasyfikacja generalna | Klasyfikacja generalna | Klasyfikacja generalna |
| Miejsce      | Zawodnik     | Marka        | Czas         | Strata       | Miejsce                | Zawodnik               | Marka                  | Czas                   | Strata                 |
| ------------ | ------------ | ------------ | ------------ | ------------ | ---------------------- | ---------------------- | ---------------------- | ---------------------- | ---------------------- |
| 1.           | Alain Duclos | Sherco       | 4:21:34      | –            | 1.                     | Marc Coma              | KTM                    | 23:08:00               | –                      |
| 2.           | Marc Coma    | KTM          | 4:22:49      | +1:15        | 2.                     | Joan Barreda           | Honda                  | 23:50:17               | +42:17                 |
| 3.           | Joan Barreda | Honda        | 4:23:56      | +2:22        | 3.                     | Alain Duclos           | Sherco                 | 24:08:58               | +1:00:58               |

| ETAP 7       | ETAP 7        | ETAP 7       | ETAP 7       | ETAP 7       | ETAP 7                 | ETAP 7                 | ETAP 7                 | ETAP 7                 | ETAP 7                 |
| Wyniki etapu | Wyniki etapu  | Wyniki etapu | Wyniki etapu | Wyniki etapu | Klasyfikacja generalna | Klasyfikacja generalna | Klasyfikacja generalna | Klasyfikacja generalna | Klasyfikacja generalna |
| Miejsce      | Zawodnik      | Marka        | Czas         | Strata       | Miejsce                | Zawodnik               | Marka                  | Czas                   | Strata                 |
| ------------ | ------------- | ------------ | ------------ | ------------ | ---------------------- | ---------------------- | ---------------------- | ---------------------- | ---------------------- |
| 1.           | Joan Barreda  | Honda        | 3:28:41      | –            | 1.                     | Marc Coma              | KTM                    | 26:40:44               | –                      |
| 2.           | Marc Coma     | KTM          | 3:32:44      | +4:03        | 2.                     | Joan Barreda           | Honda                  | 27:18:58               | +38:14                 |
| 3.           | Cyril Despres | Yamaha       | 3:34:46      | +6:05        | 3.                     | Jordi Viladoms         | KTM                    | 27:56:47               | +1:16:03               |

| ETAP 8       | ETAP 8        | ETAP 8       | ETAP 8       | ETAP 8       | ETAP 8                 | ETAP 8                 | ETAP 8                 | ETAP 8                 | ETAP 8                 |
| Wyniki etapu | Wyniki etapu  | Wyniki etapu | Wyniki etapu | Wyniki etapu | Klasyfikacja generalna | Klasyfikacja generalna | Klasyfikacja generalna | Klasyfikacja generalna | Klasyfikacja generalna |
| Miejsce      | Zawodnik      | Marka        | Czas         | Strata       | Miejsce                | Zawodnik               | Marka                  | Czas                   | Strata                 |
| ------------ | ------------- | ------------ | ------------ | ------------ | ---------------------- | ---------------------- | ---------------------- | ---------------------- | ---------------------- |
| 1.           | Cyril Despres | Yamaha       | 5:23:20      | –            | 1.                     | Marc Coma              | KTM                    | 32:06:19               | –                      |
| 2.           | Marc Coma     | KTM          | 5:25:35      | +2:15        | 2.                     | Joan Barreda           | Honda                  | 32:44:57               | +38:38                 |
| 3.           | Joan Barreda  | Honda        | 5:25:59      | +2:39        | 3.                     | Jordi Viladoms         | KTM                    | 33:33:41               | +1:27:22               |

| ETAP 9       | ETAP 9        | ETAP 9       | ETAP 9       | ETAP 9       | ETAP 9                 | ETAP 9                 | ETAP 9                 | ETAP 9                 | ETAP 9                 |
| Wyniki etapu | Wyniki etapu  | Wyniki etapu | Wyniki etapu | Wyniki etapu | Klasyfikacja generalna | Klasyfikacja generalna | Klasyfikacja generalna | Klasyfikacja generalna | Klasyfikacja generalna |
| Miejsce      | Zawodnik      | Marka        | Czas         | Strata       | Miejsce                | Zawodnik               | Marka                  | Czas                   | Strata                 |
| ------------ | ------------- | ------------ | ------------ | ------------ | ---------------------- | ---------------------- | ---------------------- | ---------------------- | ---------------------- |
| 1.           | Marc Coma     | KTM          | 4:48:48      | –            | 1.                     | Marc Coma              | KTM                    | 36:55:07               | –                      |
| 2.           | Cyril Despres | Yamaha       | 4:54:33      | +5:45        | 2.                     | Joan Barreda           | Honda                  | 37:50:43               | +55:36                 |
| 3.           | Juan Pedrero  | Sherco       | 4:57:48      | +9:00        | 3.                     | Jordi Viladoms         | KTM                    | 38:49:09               | +1:54:02               |

| ETAP 10      | ETAP 10          | ETAP 10      | ETAP 10      | ETAP 10      | ETAP 10                | ETAP 10                | ETAP 10                | ETAP 10                | ETAP 10                |
| Wyniki etapu | Wyniki etapu     | Wyniki etapu | Wyniki etapu | Wyniki etapu | Klasyfikacja generalna | Klasyfikacja generalna | Klasyfikacja generalna | Klasyfikacja generalna | Klasyfikacja generalna |
| Miejsce      | Zawodnik         | Marka        | Czas         | Strata       | Miejsce                | Zawodnik               | Marka                  | Czas                   | Strata                 |
| ------------ | ---------------- | ------------ | ------------ | ------------ | ---------------------- | ---------------------- | ---------------------- | ---------------------- | ---------------------- |
| 1.           | Joan Barreda     | Honda        | 4:42:14      | –            | 1.                     | Marc Coma              | KTM                    | 41:48:33               | –                      |
| 2.           | Hélder Rodrigues | Honda        | 4:49:56      | +7:42        | 2.                     | Joan Barreda           | Honda                  | 42:32:57               | +44:24                 |
| 3.           | Cyril Despres    | Yamaha       | 4:51:40      | +9:26        | 3.                     | Jordi Viladoms         | KTM                    | 43:50:36               | +2:02:03               |

| ETAP 11      | ETAP 11        | ETAP 11      | ETAP 11      | ETAP 11      | ETAP 11                | ETAP 11                | ETAP 11                | ETAP 11                | ETAP 11                |
| Wyniki etapu | Wyniki etapu   | Wyniki etapu | Wyniki etapu | Wyniki etapu | Klasyfikacja generalna | Klasyfikacja generalna | Klasyfikacja generalna | Klasyfikacja generalna | Klasyfikacja generalna |
| Miejsce      | Zawodnik       | Marka        | Czas         | Strata       | Miejsce                | Zawodnik               | Marka                  | Czas                   | Strata                 |
| ------------ | -------------- | ------------ | ------------ | ------------ | ---------------------- | ---------------------- | ---------------------- | ---------------------- | ---------------------- |
| 1.           | Cyril Despres  | Yamaha       | 6:38:59      | –            | 1.                     | Marc Coma              | KTM                    | 48:39:41               | –                      |
| 2.           | Olivier Pain   | Yamaha       | 6:41:36      | +2:37        | 2.                     | Joan Barreda           | Honda                  | 49:17:17               | +37:36                 |
| 3.           | Jordi Viladoms | KTM          | 6:42:01      | +3:02        | 3.                     | Jordi Viladoms         | KTM                    | 50:32:37               | +1:52:56               |

| ETAP 12      | ETAP 12       | ETAP 12      | ETAP 12      | ETAP 12      | ETAP 12                | ETAP 12                | ETAP 12                | ETAP 12                | ETAP 12                |
| Wyniki etapu | Wyniki etapu  | Wyniki etapu | Wyniki etapu | Wyniki etapu | Klasyfikacja generalna | Klasyfikacja generalna | Klasyfikacja generalna | Klasyfikacja generalna | Klasyfikacja generalna |
| Miejsce      | Zawodnik      | Marka        | Czas         | Strata       | Miejsce                | Zawodnik               | Marka                  | Czas                   | Strata                 |
| ------------ | ------------- | ------------ | ------------ | ------------ | ---------------------- | ---------------------- | ---------------------- | ---------------------- | ---------------------- |
| 1.           | Cyril Despres | Yamaha       | 3:58:18      | –            | 1.                     | Marc Coma              | KTM                    | 52:40:16               | –                      |
| 2.           | Marc Coma     | KTM          | 4:00:35      | +2:17        | 2.                     | Jordi Viladoms         | KTM                    | 54:40:05               | +1:59:49               |
| 3.           | Olivier Pain  | Yamaha       | 4:04:11      | +5:53        | 3.                     | Olivier Pain           | Yamaha                 | 54:50:32               | +2:10:16               |

| ETAP 13      | ETAP 13          | ETAP 13      | ETAP 13      | ETAP 13      | ETAP 13                | ETAP 13                | ETAP 13                | ETAP 13                | ETAP 13                |
| Wyniki etapu | Wyniki etapu     | Wyniki etapu | Wyniki etapu | Wyniki etapu | Klasyfikacja generalna | Klasyfikacja generalna | Klasyfikacja generalna | Klasyfikacja generalna | Klasyfikacja generalna |
| Miejsce      | Zawodnik         | Marka        | Czas         | Strata       | Miejsce                | Zawodnik               | Marka                  | Czas                   | Strata                 |
| ------------ | ---------------- | ------------ | ------------ | ------------ | ---------------------- | ---------------------- | ---------------------- | ---------------------- | ---------------------- |
| 1.           | Joan Barreda     | Honda        | 1:59:44      | –            | 1.                     | Marc Coma              | KTM                    | 54:50:53               | –                      |
| 2.           | Olivier Pain     | Yamaha       | 2:00:24      | +0:40        | 2.                     | Jordi Viladoms         | KTM                    | 56:43:20               | +1:52:27               |
| 3.           | Hélder Rodrigues | Honda        | 2:01:07      | +1:23        | 3.                     | Olivier Pain           | Yamaha                 | 56:50:56               | +2:00:03               |

### Quady
| ETAP 1       | ETAP 1            | ETAP 1       | ETAP 1       | ETAP 1       | ETAP 1                 | ETAP 1                 | ETAP 1                 | ETAP 1                 | ETAP 1                 |
| Wyniki etapu | Wyniki etapu      | Wyniki etapu | Wyniki etapu | Wyniki etapu | Klasyfikacja generalna | Klasyfikacja generalna | Klasyfikacja generalna | Klasyfikacja generalna | Klasyfikacja generalna |
| Miejsce      | Zawodnik          | Marka        | Czas         | Strata       | Miejsce                | Zawodnik               | Marka                  | Czas                   | Strata                 |
| ------------ | ----------------- | ------------ | ------------ | ------------ | ---------------------- | ---------------------- | ---------------------- | ---------------------- | ---------------------- |
| 1.           | Ignacio Casale    | Yamaha       | 2:38:41      | –            | 1.                     | Ignacio Casale         | Yamaha                 | 2:38:41                | –                      |
| 2.           | Marcos Patronelli | Yamaha       | 2:39:02      | +0:21        | 2.                     | Marcos Patronelli      | Yamaha                 | 2:39:02                | +0:21                  |
| 3.           | Lucas Bonetto     | Honda        | 2:39:58      | +1:17        | 3.                     | Lucas Bonetto          | Honda                  | 2:39:58                | +1:17                  |

| ETAP 2       | ETAP 2            | ETAP 2       | ETAP 2       | ETAP 2       | ETAP 2                 | ETAP 2                 | ETAP 2                 | ETAP 2                 | ETAP 2                 |
| Wyniki etapu | Wyniki etapu      | Wyniki etapu | Wyniki etapu | Wyniki etapu | Klasyfikacja generalna | Klasyfikacja generalna | Klasyfikacja generalna | Klasyfikacja generalna | Klasyfikacja generalna |
| Miejsce      | Zawodnik          | Marka        | Czas         | Strata       | Miejsce                | Zawodnik               | Marka                  | Czas                   | Strata                 |
| ------------ | ----------------- | ------------ | ------------ | ------------ | ---------------------- | ---------------------- | ---------------------- | ---------------------- | ---------------------- |
| 1.           | Marcos Patronelli | Yamaha       | 4:40:37      | –            | 1.                     | Marcos Patronelli      | Yamaha                 | 7:19:39                | –                      |
| 2.           | Lucas Bonetto     | Honda        | 4:43:31      | +2:54        | 2.                     | Lucas Bonetto          | Honda                  | 7:23:29                | +3:50                  |
| 3.           | Rafał Sonik       | Yamaha       | 4:45:34      | +4:57        | 3.                     | Rafał Sonik            | Yamaha                 | 7:25:45                | +6:06                  |

| ETAP 3       | ETAP 3          | ETAP 3       | ETAP 3       | ETAP 3       | ETAP 3                 | ETAP 3                 | ETAP 3                 | ETAP 3                 | ETAP 3                 |
| Wyniki etapu | Wyniki etapu    | Wyniki etapu | Wyniki etapu | Wyniki etapu | Klasyfikacja generalna | Klasyfikacja generalna | Klasyfikacja generalna | Klasyfikacja generalna | Klasyfikacja generalna |
| Miejsce      | Zawodnik        | Marka        | Czas         | Strata       | Miejsce                | Zawodnik               | Marka                  | Czas                   | Strata                 |
| ------------ | --------------- | ------------ | ------------ | ------------ | ---------------------- | ---------------------- | ---------------------- | ---------------------- | ---------------------- |
| 1.           | Rafał Sonik     | Yamaha       | 4:58:00      | –            | 1.                     | Rafał Sonik            | Yamaha                 | 12:23:45               | –                      |
| 2.           | Ignacio Casale  | Yamaha       | 5:01:50      | +3:50        | 2.                     | Ignacio Casale         | Yamaha                 | 12:29:55               | +6:10                  |
| 3.           | Sergio Lafuente | Yamaha       | 5:02:02      | +4:02        | 3.                     | Sebastian Husseini     | Honda                  | 12:31:04               | +7:19                  |

| ETAP 4       | ETAP 4             | ETAP 4       | ETAP 4       | ETAP 4       | ETAP 4                 | ETAP 4                 | ETAP 4                 | ETAP 4                 | ETAP 4                 |
| Wyniki etapu | Wyniki etapu       | Wyniki etapu | Wyniki etapu | Wyniki etapu | Klasyfikacja generalna | Klasyfikacja generalna | Klasyfikacja generalna | Klasyfikacja generalna | Klasyfikacja generalna |
| Miejsce      | Zawodnik           | Marka        | Czas         | Strata       | Miejsce                | Zawodnik               | Marka                  | Czas                   | Strata                 |
| ------------ | ------------------ | ------------ | ------------ | ------------ | ---------------------- | ---------------------- | ---------------------- | ---------------------- | ---------------------- |
| 1.           | Sebastian Husseini | Honda        | 6:41:16      | –            | 1.                     | Rafał Sonik            | Yamaha                 | 19:10:53               | –                      |
| 2.           | Rafał Sonik        | Yamaha       | 6:47:08      | +5:52        | 2.                     | Sebastian Husseini     | Honda                  | 19:12:20               | +1:27                  |
| 3.           | Sergio Lafuente    | Yamaha       | 6:58:44      | +17:28       | 3.                     | Sergio Lafuente        | Yamaha                 | 19:29:55               | +19:02                 |

| ETAP 5       | ETAP 5          | ETAP 5       | ETAP 5       | ETAP 5       | ETAP 5                 | ETAP 5                 | ETAP 5                 | ETAP 5                 | ETAP 5                 |
| Wyniki etapu | Wyniki etapu    | Wyniki etapu | Wyniki etapu | Wyniki etapu | Klasyfikacja generalna | Klasyfikacja generalna | Klasyfikacja generalna | Klasyfikacja generalna | Klasyfikacja generalna |
| Miejsce      | Zawodnik        | Marka        | Czas         | Strata       | Miejsce                | Zawodnik               | Marka                  | Czas                   | Strata                 |
| ------------ | --------------- | ------------ | ------------ | ------------ | ---------------------- | ---------------------- | ---------------------- | ---------------------- | ---------------------- |
| 1.           | Sergio Lafuente | Yamaha       | 4:53:48      | –            | 1.                     | Sergio Lafuente        | Yamaha                 | 24:23:43               | –                      |
| 2.           | Ignacio Casale  | Yamaha       | 4:55:09      | +1:21        | 2.                     | Ignacio Casale         | Yamaha                 | 24:40:35               | +16:52                 |
| 3.           | Pablo Copetti   | Yamaha       | 5:04:48      | +11:00       | 3.                     | Rafał Sonik            | Yamaha                 | 24:46:55               | +23:12                 |

| ETAP 6       | ETAP 6          | ETAP 6       | ETAP 6       | ETAP 6       | ETAP 6                 | ETAP 6                 | ETAP 6                 | ETAP 6                 | ETAP 6                 |
| Wyniki etapu | Wyniki etapu    | Wyniki etapu | Wyniki etapu | Wyniki etapu | Klasyfikacja generalna | Klasyfikacja generalna | Klasyfikacja generalna | Klasyfikacja generalna | Klasyfikacja generalna |
| Miejsce      | Zawodnik        | Marka        | Czas         | Strata       | Miejsce                | Zawodnik               | Marka                  | Czas                   | Strata                 |
| ------------ | --------------- | ------------ | ------------ | ------------ | ---------------------- | ---------------------- | ---------------------- | ---------------------- | ---------------------- |
| 1.           | Ignacio Casale  | Yamaha       | 4:44:08      | –            | 1.                     | Sergio Lafuente        | Yamaha                 | 29:22:20               | –                      |
| 2.           | Rafał Sonik     | Yamaha       | 4:57:43      | +13:35       | 2.                     | Ignacio Casale         | Yamaha                 | 29:24:43               | +2:23                  |
| 3.           | Sergio Lafuente | Yamaha       | 4:58:37      | +14:29       | 3.                     | Rafał Sonik            | Yamaha                 | 29:44:38               | +22:18                 |

| ETAP 7       | ETAP 7             | ETAP 7       | ETAP 7       | ETAP 7       | ETAP 7                 | ETAP 7                 | ETAP 7                 | ETAP 7                 | ETAP 7                 |
| Wyniki etapu | Wyniki etapu       | Wyniki etapu | Wyniki etapu | Wyniki etapu | Klasyfikacja generalna | Klasyfikacja generalna | Klasyfikacja generalna | Klasyfikacja generalna | Klasyfikacja generalna |
| Miejsce      | Zawodnik           | Marka        | Czas         | Strata       | Miejsce                | Zawodnik               | Marka                  | Czas                   | Strata                 |
| ------------ | ------------------ | ------------ | ------------ | ------------ | ---------------------- | ---------------------- | ---------------------- | ---------------------- | ---------------------- |
| 1.           | Ignacio Casale     | Yamaha       | 3:56:19      | –            | 1.                     | Ignacio Casale         | Yamaha                 | 33:21:02               | –                      |
| 2.           | Sebastian Husseini | Honda        | 4:03:59      | +1:21        | 2.                     | Sergio Lafuente        | Yamaha                 | 33:27:17               | +6:15                  |
| 3.           | Sergio Lafuente    | Yamaha       | 4:04:57      | +11:00       | 3.                     | Rafał Sonik            | Yamaha                 | 33:50:54               | +29:52                 |

| ETAP 8       | ETAP 8             | ETAP 8       | ETAP 8       | ETAP 8       | ETAP 8                 | ETAP 8                 | ETAP 8                 | ETAP 8                 | ETAP 8                 |
| Wyniki etapu | Wyniki etapu       | Wyniki etapu | Wyniki etapu | Wyniki etapu | Klasyfikacja generalna | Klasyfikacja generalna | Klasyfikacja generalna | Klasyfikacja generalna | Klasyfikacja generalna |
| Miejsce      | Zawodnik           | Marka        | Czas         | Strata       | Miejsce                | Zawodnik               | Marka                  | Czas                   | Strata                 |
| ------------ | ------------------ | ------------ | ------------ | ------------ | ---------------------- | ---------------------- | ---------------------- | ---------------------- | ---------------------- |
| 1.           | Ignacio Casale     | Yamaha       | 6:18:47      | –            | 1.                     | Ignacio Casale         | Yamaha                 | 39:39:49               | –                      |
| 2.           | Sebastian Husseini | Honda        | 6:27:25      | +8:38        | 2.                     | Sergio Lafuente        | Yamaha                 | 40:01:29               | +21:40                 |
| 3.           | Sergio Lafuente    | Yamaha       | 6:34:12      | +15:25       | 3.                     | Rafał Sonik            | Yamaha                 | 40:25:45               | +45:56                 |

| ETAP 9       | ETAP 9             | ETAP 9       | ETAP 9       | ETAP 9       | ETAP 9                 | ETAP 9                 | ETAP 9                 | ETAP 9                 | ETAP 9                 |
| Wyniki etapu | Wyniki etapu       | Wyniki etapu | Wyniki etapu | Wyniki etapu | Klasyfikacja generalna | Klasyfikacja generalna | Klasyfikacja generalna | Klasyfikacja generalna | Klasyfikacja generalna |
| Miejsce      | Zawodnik           | Marka        | Czas         | Strata       | Miejsce                | Zawodnik               | Marka                  | Czas                   | Strata                 |
| ------------ | ------------------ | ------------ | ------------ | ------------ | ---------------------- | ---------------------- | ---------------------- | ---------------------- | ---------------------- |
| 1.           | Sebastian Husseini | Honda        | 5:46:01      | –            | 1.                     | Ignacio Casale         | Yamaha                 | 39:39:49               | –                      |
| 2.           | Rafał Sonik        | Yamaha       | 6:11:31      | +25:30       | 2.                     | Sergio Lafuente        | Yamaha                 | 40:01:29               | +21:40                 |
| 3.           | Sergio Lafuente    | Yamaha       | 6:34:12      | +15:25       | 3.                     | Rafał Sonik            | Yamaha                 | 40:25:45               | +45:56                 |

| ETAP 10      | ETAP 10           | ETAP 10      | ETAP 10      | ETAP 10      | ETAP 10                | ETAP 10                | ETAP 10                | ETAP 10                | ETAP 10                |
| Wyniki etapu | Wyniki etapu      | Wyniki etapu | Wyniki etapu | Wyniki etapu | Klasyfikacja generalna | Klasyfikacja generalna | Klasyfikacja generalna | Klasyfikacja generalna | Klasyfikacja generalna |
| Miejsce      | Zawodnik          | Marka        | Czas         | Strata       | Miejsce                | Zawodnik               | Marka                  | Czas                   | Strata                 |
| ------------ | ----------------- | ------------ | ------------ | ------------ | ---------------------- | ---------------------- | ---------------------- | ---------------------- | ---------------------- |
| 1.           | Siergiej Kariakin | Yamaha       | 6:01:42      | –            | 1.                     | Ignacio Casale         | Yamaha                 | 52:24:19               | –                      |
| 2.           | Ignacio Casale    | Yamaha       | 6:03:31      | +1:49        | 2.                     | Sergio Lafuente        | Yamaha                 | 52:48:55               | +24:36                 |
| 3.           | Sergio Lafuente   | Yamaha       | 6:05:28      | +3:46        | 3.                     | Rafał Sonik            | Yamaha                 | 53:09:24               | +45:05                 |

| ETAP 11      | ETAP 11           | ETAP 11      | ETAP 11      | ETAP 11      | ETAP 11                | ETAP 11                | ETAP 11                | ETAP 11                | ETAP 11                |
| Wyniki etapu | Wyniki etapu      | Wyniki etapu | Wyniki etapu | Wyniki etapu | Klasyfikacja generalna | Klasyfikacja generalna | Klasyfikacja generalna | Klasyfikacja generalna | Klasyfikacja generalna |
| Miejsce      | Zawodnik          | Marka        | Czas         | Strata       | Miejsce                | Zawodnik               | Marka                  | Czas                   | Strata                 |
| ------------ | ----------------- | ------------ | ------------ | ------------ | ---------------------- | ---------------------- | ---------------------- | ---------------------- | ---------------------- |
| 1.           | Ignacio Casale    | Yamaha       | 8:47:00      | –            | 1.                     | Ignacio Casale         | Yamaha                 | 61:11:19               | –                      |
| 2.           | Victor Gallegos   | Honda        | 8:52:12      | +5:12        | 2.                     | Rafał Sonik            | Yamaha                 | 62:15:51               | +1:04:32               |
| 3.           | Mohammed Abu-Issa | Honda        | 9:03:09      | +16:09       | 3.                     | Sebastian Husseini     | Honda                  | 66:45:44               | +5:34:25               |

| ETAP 12      | ETAP 12            | ETAP 12      | ETAP 12      | ETAP 12      | ETAP 12                | ETAP 12                | ETAP 12                | ETAP 12                | ETAP 12                |
| Wyniki etapu | Wyniki etapu       | Wyniki etapu | Wyniki etapu | Wyniki etapu | Klasyfikacja generalna | Klasyfikacja generalna | Klasyfikacja generalna | Klasyfikacja generalna | Klasyfikacja generalna |
| Miejsce      | Zawodnik           | Marka        | Czas         | Strata       | Miejsce                | Zawodnik               | Marka                  | Czas                   | Strata                 |
| ------------ | ------------------ | ------------ | ------------ | ------------ | ---------------------- | ---------------------- | ---------------------- | ---------------------- | ---------------------- |
| 1.           | Ignacio Casale     | Yamaha       | 5:05:08      | –            | 1.                     | Ignacio Casale         | Yamaha                 | 66:16:27               | –                      |
| 2.           | Sebastian Husseini | Honda        | 5:10:13      | +5:05        | 2.                     | Rafał Sonik            | Yamaha                 | 67:40:09               | +1:23:42               |
| 3.           | Siergiej Kariakin  | Yamaha       | 5:22:21      | +17:13       | 3.                     | Sebastian Husseini     | Honda                  | 71:55:57               | +5:39:30               |

| ETAP 13      | ETAP 13            | ETAP 13      | ETAP 13      | ETAP 13      | ETAP 13                | ETAP 13                | ETAP 13                | ETAP 13                | ETAP 13                |
| Wyniki etapu | Wyniki etapu       | Wyniki etapu | Wyniki etapu | Wyniki etapu | Klasyfikacja generalna | Klasyfikacja generalna | Klasyfikacja generalna | Klasyfikacja generalna | Klasyfikacja generalna |
| Miejsce      | Zawodnik           | Marka        | Czas         | Strata       | Miejsce                | Zawodnik               | Marka                  | Czas                   | Strata                 |
| ------------ | ------------------ | ------------ | ------------ | ------------ | ---------------------- | ---------------------- | ---------------------- | ---------------------- | ---------------------- |
| 1.           | Ignacio Casale     | Yamaha       | 2:11:37      | –            | 1.                     | Ignacio Casale         | Yamaha                 | 68:28:04               | –                      |
| 2.           | Sebastian Husseini | Honda        | 2:12:31      | +0:54        | 2.                     | Rafał Sonik            | Yamaha                 | 72:01:53               | +3:33:49               |
| 3.           | Victor Gallegos    | Honda        | 2:16:18      | +4:41        | 3.                     | Sebastian Husseini     | Honda                  | 74:08:28               | +5:40:24               |

### Samochody
| ETAP 1       | ETAP 1                        | ETAP 1       | ETAP 1       | ETAP 1       | ETAP 1                 | ETAP 1                        | ETAP 1                 | ETAP 1                 | ETAP 1                 |
| Wyniki etapu | Wyniki etapu                  | Wyniki etapu | Wyniki etapu | Wyniki etapu | Klasyfikacja generalna | Klasyfikacja generalna        | Klasyfikacja generalna | Klasyfikacja generalna | Klasyfikacja generalna |
| Miejsce      | Zawodnik                      | Marka        | Czas         | Strata       | Miejsce                | Zawodnik                      | Marka                  | Czas                   | Strata                 |
| ------------ | ----------------------------- | ------------ | ------------ | ------------ | ---------------------- | ----------------------------- | ---------------------- | ---------------------- | ---------------------- |
| 1.           | Carlos Sousa Miguel Ramalho   | Haval        | 2:20:36      | –            | 1.                     | Carlos Sousa Miguel Ramalho   | Haval                  | 2:20:36                | –                      |
| 2.           | Orlando Terranova Paulo Fiuza | Mini         | 2:20:47      | +0:11        | 2.                     | Orlando Terranova Paulo Fiuza | Mini                   | 2:20:47                | +0:11                  |
| 3.           | Nasir al-Atijja Lucas Cruz    | Mini         | 2:21:23      | +0:47        | 3.                     | Nasir al-Atijja Lucas Cruz    | Mini                   | 2:21:23                | +0:47                  |

| ETAP 2       | ETAP 2                                 | ETAP 2       | ETAP 2       | ETAP 2       | ETAP 2                 | ETAP 2                                 | ETAP 2                 | ETAP 2                 | ETAP 2                 |
| Wyniki etapu | Wyniki etapu                           | Wyniki etapu | Wyniki etapu | Wyniki etapu | Klasyfikacja generalna | Klasyfikacja generalna                 | Klasyfikacja generalna | Klasyfikacja generalna | Klasyfikacja generalna |
| Miejsce      | Zawodnik                               | Marka        | Czas         | Strata       | Miejsce                | Zawodnik                               | Marka                  | Czas                   | Strata                 |
| ------------ | -------------------------------------- | ------------ | ------------ | ------------ | ---------------------- | -------------------------------------- | ---------------------- | ---------------------- | ---------------------- |
| 1.           | Stéphane Peterhansel Jean-Paul Cottret | Mini         | 3:52:05      | –            | 1.                     | Stéphane Peterhansel Jean-Paul Cottret | Mini                   | 6:17:02                | –                      |
| 2.           | Carlos Sainz Timo Gottschalk           | SMG          | 3:52:51      | +0:46        | 2.                     | Carlos Sainz Timo Gottschalk           | SMG                    | 6:17:30                | +0:28                  |
| 3.           | Giniel de Villiers Dirk von Zitzewitz  | Toyota       | 3:57:39      | +5:34        | 3.                     | Nasir al-Atijja Lucas Cruz             | Mini                   | 6:21:12                | +4:10                  |

| ETAP 3       | ETAP 3                                | ETAP 3       | ETAP 3       | ETAP 3       | ETAP 3                 | ETAP 3                        | ETAP 3                 | ETAP 3                 | ETAP 3                 |
| Wyniki etapu | Wyniki etapu                          | Wyniki etapu | Wyniki etapu | Wyniki etapu | Klasyfikacja generalna | Klasyfikacja generalna        | Klasyfikacja generalna | Klasyfikacja generalna | Klasyfikacja generalna |
| Miejsce      | Zawodnik                              | Marka        | Czas         | Strata       | Miejsce                | Zawodnik                      | Marka                  | Czas                   | Strata                 |
| ------------ | ------------------------------------- | ------------ | ------------ | ------------ | ---------------------- | ----------------------------- | ---------------------- | ---------------------- | ---------------------- |
| 1.           | Nani Roma Michel Périn                | Mini         | 2:58:52      | –            | 1.                     | Nani Roma Michel Périn        | Mini                   | 9:20:13                | –                      |
| 2.           | Krzysztof Hołowczyc Konstantin Żylcow | Mini         | 2:59:59      | +1:07        | 2.                     | Orlando Terranova Paulo Fiuza | Mini                   | 9:29:19                | +9:06                  |
| 3.           | Leeroy Poulter Robert Howie           | Toyota       | 3:02:11      | +3:19        | 3.                     | Nasir al-Atijja Lucas Cruz    | Mini                   | 9:30:13                | +10:00                 |

| ETAP 4       | ETAP 4                                 | ETAP 4       | ETAP 4       | ETAP 4       | ETAP 4                 | ETAP 4                       | ETAP 4                 | ETAP 4                 | ETAP 4                 |
| Wyniki etapu | Wyniki etapu                           | Wyniki etapu | Wyniki etapu | Wyniki etapu | Klasyfikacja generalna | Klasyfikacja generalna       | Klasyfikacja generalna | Klasyfikacja generalna | Klasyfikacja generalna |
| Miejsce      | Zawodnik                               | Marka        | Czas         | Strata       | Miejsce                | Zawodnik                     | Marka                  | Czas                   | Strata                 |
| ------------ | -------------------------------------- | ------------ | ------------ | ------------ | ---------------------- | ---------------------------- | ---------------------- | ---------------------- | ---------------------- |
| 1.           | Carlos Sainz Timo Gottschalk           | SMG          | 5:20:32      | –            | 1.                     | Carlos Sainz Timo Gottschalk | SMG                    | 14:52:47               | –                      |
| 2.           | Stéphane Peterhansel Jean-Paul Cottret | Mini         | 5:26:36      | +6:04        | 2.                     | Nani Roma Michel Périn       | Mini                   | 14:54:53               | +2:06                  |
| 3.           | Nasir al-Atijja Lucas Cruz             | Mini         | 5:29:30      | +8:58        | 3.                     | Nasir al-Atijja Lucas Cruz   | Mini                   | 14:59:43               | +6:56                  |

| ETAP 5       | ETAP 5                                | ETAP 5       | ETAP 5       | ETAP 5       | ETAP 5                 | ETAP 5                                 | ETAP 5                 | ETAP 5                 | ETAP 5                 |
| Wyniki etapu | Wyniki etapu                          | Wyniki etapu | Wyniki etapu | Wyniki etapu | Klasyfikacja generalna | Klasyfikacja generalna                 | Klasyfikacja generalna | Klasyfikacja generalna | Klasyfikacja generalna |
| Miejsce      | Zawodnik                              | Marka        | Czas         | Strata       | Miejsce                | Zawodnik                               | Marka                  | Czas                   | Strata                 |
| ------------ | ------------------------------------- | ------------ | ------------ | ------------ | ---------------------- | -------------------------------------- | ---------------------- | ---------------------- | ---------------------- |
| 1.           | Nani Roma Michel Périn                | Mini         | 4:27:01      | –            | 1.                     | Nani Roma Michel Périn                 | Mini                   | 19:21:54               | –                      |
| 2.           | Giniel de Villiers Dirk von Zitzewitz | Toyota       | 4:31:21      | +4:20        | 2.                     | Orlando Terranova Paulo Fiuza          | Mini                   | 19:53:40               | +31:46                 |
| 3.           | Orlando Terranova Paulo Fiuza         | Mini         | 4:47:45      | +20:44       | 3.                     | Stéphane Peterhansel Jean-Paul Cottret | Mini                   | 20:01:53               | +39:59                 |

| ETAP 6       | ETAP 6                                 | ETAP 6       | ETAP 6       | ETAP 6       | ETAP 6                 | ETAP 6                                 | ETAP 6                 | ETAP 6                 | ETAP 6                 |
| Wyniki etapu | Wyniki etapu                           | Wyniki etapu | Wyniki etapu | Wyniki etapu | Klasyfikacja generalna | Klasyfikacja generalna                 | Klasyfikacja generalna | Klasyfikacja generalna | Klasyfikacja generalna |
| Miejsce      | Zawodnik                               | Marka        | Czas         | Strata       | Miejsce                | Zawodnik                               | Marka                  | Czas                   | Strata                 |
| ------------ | -------------------------------------- | ------------ | ------------ | ------------ | ---------------------- | -------------------------------------- | ---------------------- | ---------------------- | ---------------------- |
| 1.           | Stéphane Peterhansel Jean-Paul Cottret | Mini         | 2:42:58      | –            | 1.                     | Nani Roma Michel Périn                 | Mini                   | 22:11:28               | –                      |
| 2.           | Nasir al-Atijja Lucas Cruz             | Mini         | 2:45:41      | +2:43        | 2.                     | Stéphane Peterhansel Jean-Paul Cottret | Mini                   | 22:44:51               | +33:23                 |
| 3.           | Orlando Terranova Paulo Fiuza          | Mini         | 2:48:18      | +5:20        | 3.                     | Giniel de Villiers Dirk von Zitzewitz  | Toyota                 | 22:52:22               | +40:54                 |

| ETAP 7       | ETAP 7                                 | ETAP 7       | ETAP 7       | ETAP 7       | ETAP 7                 | ETAP 7                                 | ETAP 7                 | ETAP 7                 | ETAP 7                 |
| Wyniki etapu | Wyniki etapu                           | Wyniki etapu | Wyniki etapu | Wyniki etapu | Klasyfikacja generalna | Klasyfikacja generalna                 | Klasyfikacja generalna | Klasyfikacja generalna | Klasyfikacja generalna |
| Miejsce      | Zawodnik                               | Marka        | Czas         | Strata       | Miejsce                | Zawodnik                               | Marka                  | Czas                   | Strata                 |
| ------------ | -------------------------------------- | ------------ | ------------ | ------------ | ---------------------- | -------------------------------------- | ---------------------- | ---------------------- | ---------------------- |
| 1.           | Carlos Sainz Timo Gottschalk           | SMG          | 4:43:28      | –            | 1.                     | Nani Roma Michel Périn                 | Mini                   | 27:03:52               | –                      |
| 2.           | Nasir al-Atijja Lucas Cruz             | Mini         | 4:48:13      | +4:45        | 2.                     | Stéphane Peterhansel Jean-Paul Cottret | Mini                   | 27:35:45               | +31:53                 |
| 3.           | Stéphane Peterhansel Jean-Paul Cottret | Mini         | 4:50:54      | +7:26        | 3.                     | Giniel de Villiers Dirk von Zitzewitz  | Toyota                 | 27:52:15               | +48:23                 |

| ETAP 8       | ETAP 8                                 | ETAP 8       | ETAP 8       | ETAP 8       | ETAP 8                 | ETAP 8                                 | ETAP 8                 | ETAP 8                 | ETAP 8                 |
| Wyniki etapu | Wyniki etapu                           | Wyniki etapu | Wyniki etapu | Wyniki etapu | Klasyfikacja generalna | Klasyfikacja generalna                 | Klasyfikacja generalna | Klasyfikacja generalna | Klasyfikacja generalna |
| Miejsce      | Zawodnik                               | Marka        | Czas         | Strata       | Miejsce                | Zawodnik                               | Marka                  | Czas                   | Strata                 |
| ------------ | -------------------------------------- | ------------ | ------------ | ------------ | ---------------------- | -------------------------------------- | ---------------------- | ---------------------- | ---------------------- |
| 1.           | Nasir al-Atijja Lucas Cruz             | Mini         | 2:32:57      | –            | 1.                     | Nani Roma Michel Périn                 | Mini                   | 29:46:08               | –                      |
| 2.           | Stéphane Peterhansel Jean-Paul Cottret | Mini         | 2:34:09      | +1:12        | 2.                     | Stéphane Peterhansel Jean-Paul Cottret | Mini                   | 30:09:54               | +23:46                 |
| 3.           | Carlos Sainz Timo Gottschalk           | SMG          | 2:35:33      | +2:36        | 3.                     | Giniel de Villiers Dirk von Zitzewitz  | Toyota                 | 30:34:33               | +48:25                 |

| ETAP 9       | ETAP 9                                 | ETAP 9       | ETAP 9       | ETAP 9       | ETAP 9                 | ETAP 9                                 | ETAP 9                 | ETAP 9                 | ETAP 9                 |
| Wyniki etapu | Wyniki etapu                           | Wyniki etapu | Wyniki etapu | Wyniki etapu | Klasyfikacja generalna | Klasyfikacja generalna                 | Klasyfikacja generalna | Klasyfikacja generalna | Klasyfikacja generalna |
| Miejsce      | Zawodnik                               | Marka        | Czas         | Strata       | Miejsce                | Zawodnik                               | Marka                  | Czas                   | Strata                 |
| ------------ | -------------------------------------- | ------------ | ------------ | ------------ | ---------------------- | -------------------------------------- | ---------------------- | ---------------------- | ---------------------- |
| 1.           | Stéphane Peterhansel Jean-Paul Cottret | Mini         | 4:17:53      | –            | 1.                     | Nani Roma Michel Périn                 | Mini                   | 34:15:37               | –                      |
| 2.           | Nasir al-Atijja Lucas Cruz             | Mini         | 4:20:10      | +2:17        | 2.                     | Stéphane Peterhansel Jean-Paul Cottret | Mini                   | 34:27:47               | +12:10                 |
| 3.           | Nani Roma Michel Périn                 | Mini         | 4:29:29      | +11:36       | 3.                     | Orlando Terranova Paulo Fiuza          | Mini                   | 35:10:10               | +54:33                 |

| ETAP 10      | ETAP 10                                | ETAP 10      | ETAP 10      | ETAP 10      | ETAP 10                | ETAP 10                                | ETAP 10                | ETAP 10                | ETAP 10                |
| Wyniki etapu | Wyniki etapu                           | Wyniki etapu | Wyniki etapu | Wyniki etapu | Klasyfikacja generalna | Klasyfikacja generalna                 | Klasyfikacja generalna | Klasyfikacja generalna | Klasyfikacja generalna |
| Miejsce      | Zawodnik                               | Marka        | Czas         | Strata       | Miejsce                | Zawodnik                               | Marka                  | Czas                   | Strata                 |
| ------------ | -------------------------------------- | ------------ | ------------ | ------------ | ---------------------- | -------------------------------------- | ---------------------- | ---------------------- | ---------------------- |
| 1.           | Nasir al-Atijja Lucas Cruz             | Mini         | 4:23:35      | –            | 1.                     | Nani Roma Michel Périn                 | Mini                   | 38:52:57               | –                      |
| 2.           | Stéphane Peterhansel Jean-Paul Cottret | Mini         | 4:27:25      | +3:50        | 2.                     | Stéphane Peterhansel Jean-Paul Cottret | Mini                   | 38:55:12               | +2:15                  |
| 3.           | Nani Roma Michel Périn                 | Mini         | 4:37:20      | +13:45       | 3.                     | Nasir al-Atijja Lucas Cruz             | Mini                   | 39:38:58               | +46:01                 |

| ETAP 11      | ETAP 11                               | ETAP 11      | ETAP 11      | ETAP 11      | ETAP 11                | ETAP 11                                | ETAP 11                | ETAP 11                | ETAP 11                |
| Wyniki etapu | Wyniki etapu                          | Wyniki etapu | Wyniki etapu | Wyniki etapu | Klasyfikacja generalna | Klasyfikacja generalna                 | Klasyfikacja generalna | Klasyfikacja generalna | Klasyfikacja generalna |
| Miejsce      | Zawodnik                              | Marka        | Czas         | Strata       | Miejsce                | Zawodnik                               | Marka                  | Czas                   | Strata                 |
| ------------ | ------------------------------------- | ------------ | ------------ | ------------ | ---------------------- | -------------------------------------- | ---------------------- | ---------------------- | ---------------------- |
| 1.           | Orlando Terranova Paulo Fiuza         | Mini         | 5:58:00      | –            | 1.                     | Nani Roma Michel Périn                 | Mini                   | 45:01:54               | –                      |
| 2.           | Nani Roma Michel Périn                | Mini         | 6:08:57      | +10:57       | 2.                     | Stéphane Peterhansel Jean-Paul Cottret | Mini                   | 45:07:26               | +5:32                  |
| 3.           | Giniel de Villiers Dirk von Zitzewitz | Toyota       | 6:10:38      | +12:38       | 3.                     | Nasir al-Atijja Lucas Cruz             | Mini                   | 45:57:55               | +56:01                 |

| ETAP 12      | ETAP 12                                | ETAP 12      | ETAP 12      | ETAP 12      | ETAP 12                | ETAP 12                                | ETAP 12                | ETAP 12                | ETAP 12                |
| Wyniki etapu | Wyniki etapu                           | Wyniki etapu | Wyniki etapu | Wyniki etapu | Klasyfikacja generalna | Klasyfikacja generalna                 | Klasyfikacja generalna | Klasyfikacja generalna | Klasyfikacja generalna |
| Miejsce      | Zawodnik                               | Marka        | Czas         | Strata       | Miejsce                | Zawodnik                               | Marka                  | Czas                   | Strata                 |
| ------------ | -------------------------------------- | ------------ | ------------ | ------------ | ---------------------- | -------------------------------------- | ---------------------- | ---------------------- | ---------------------- |
| 1.           | Stéphane Peterhansel Jean-Paul Cottret | Mini         | 3:38:19      | –            | 1.                     | Stéphane Peterhansel Jean-Paul Cottret | Mini                   | 48:45:45               | –                      |
| 2.           | Nasir al-Atijja Lucas Cruz             | Mini         | 3:41:57      | +3:38        | 2.                     | Nani Roma Michel Périn                 | Mini                   | 48:46:11               | +0:26                  |
| 3.           | Nani Roma Michel Périn                 | Mini         | 3:44:17      | +5:58        | 3.                     | Nasir al-Atijja Lucas Cruz             | Mini                   | 49:39:52               | +54:07                 |

| ETAP 13      | ETAP 13                               | ETAP 13      | ETAP 13      | ETAP 13      | ETAP 13                | ETAP 13                                | ETAP 13                | ETAP 13                | ETAP 13                |
| Wyniki etapu | Wyniki etapu                          | Wyniki etapu | Wyniki etapu | Wyniki etapu | Klasyfikacja generalna | Klasyfikacja generalna                 | Klasyfikacja generalna | Klasyfikacja generalna | Klasyfikacja generalna |
| Miejsce      | Zawodnik                              | Marka        | Czas         | Strata       | Miejsce                | Zawodnik                               | Marka                  | Czas                   | Strata                 |
| ------------ | ------------------------------------- | ------------ | ------------ | ------------ | ---------------------- | -------------------------------------- | ---------------------- | ---------------------- | ---------------------- |
| 1.           | Giniel de Villiers Dirk von Zitzewitz | Toyota       | 1:57:07      | –            | 1.                     | Nani Roma Michel Périn                 | Mini                   | 50:44:58               | –                      |
| 2.           | Krzysztof Hołowczyc Konstantin Żylcow | Mini         | 1:57:30      | +0:23        | 2.                     | Stéphane Peterhansel Jean-Paul Cottret | Mini                   | 50:50:36               | +5:38                  |
| 3.           | Władimir Wasiljew Vitaliy Yevtyekhov  | Mini         | 1:57:48      | +0:41        | 3.                     | Nasir al-Atijja Lucas Cruz             | Mini                   | 51:41:50               | +56:52                 |

### Ciężarówki
| ETAP 1       | ETAP 1                                         | ETAP 1       | ETAP 1       | ETAP 1       | ETAP 1                 | ETAP 1                                         | ETAP 1                 | ETAP 1                 | ETAP 1                 |
| Wyniki etapu | Wyniki etapu                                   | Wyniki etapu | Wyniki etapu | Wyniki etapu | Klasyfikacja generalna | Klasyfikacja generalna                         | Klasyfikacja generalna | Klasyfikacja generalna | Klasyfikacja generalna |
| Miejsce      | Zawodnik                                       | Marka        | Czas         | Strata       | Miejsce                | Zawodnik                                       | Marka                  | Czas                   | Strata                 |
| ------------ | ---------------------------------------------- | ------------ | ------------ | ------------ | ---------------------- | ---------------------------------------------- | ---------------------- | ---------------------- | ---------------------- |
| 1.           | Ayrat Mardeev Aydar Belyaev Ayrat Israfilov    | KAMAZ        | 2:46:52      | –            | 1.                     | Ayrat Mardeev Aydar Belyaev Ayrat Israfilov    | KAMAZ                  | 2:46:52                | –                      |
| 2.           | Aleš Loprais Serge Bruynkens Radim Pustějovský | Tatra        | 2:47:01      | +0:10        | 2.                     | Aleš Loprais Serge Bruynkens Radim Pustějovský | Tatra                  | 2:47:01                | +0:10                  |
| 3.           | Marcel van Vliet Marcel Pronk Artur Klein      | MAN          | 2:47:13      | +0:21        | 3.                     | Marcel van Vliet Marcel Pronk Artur Klein      | MAN                    | 2:47:13                | +0:21                  |

| ETAP 2       | ETAP 2                                        | ETAP 2       | ETAP 2       | ETAP 2       | ETAP 2                 | ETAP 2                                        | ETAP 2                 | ETAP 2                 | ETAP 2                 |
| Wyniki etapu | Wyniki etapu                                  | Wyniki etapu | Wyniki etapu | Wyniki etapu | Klasyfikacja generalna | Klasyfikacja generalna                        | Klasyfikacja generalna | Klasyfikacja generalna | Klasyfikacja generalna |
| Miejsce      | Zawodnik                                      | Marka        | Czas         | Strata       | Miejsce                | Zawodnik                                      | Marka                  | Czas                   | Strata                 |
| ------------ | --------------------------------------------- | ------------ | ------------ | ------------ | ---------------------- | --------------------------------------------- | ---------------------- | ---------------------- | ---------------------- |
| 1.           | Gérard de Rooy Tom Colsoul Darek Rodewald     | Iveco        | 3:58:17      | –            | 1.                     | Gérard de Rooy Tom Colsoul Darek Rodewald     | Iveco                  | 6:46:42                | –                      |
| 2.           | Anton Shibalov Robert Amatych Almaz Khisamiev | KAMAZ        | 4:11:37      | +13:20       | 2.                     | Marcel van Vliet Marcel Pronk Artur Klein     | MAN                    | 7:00:39                | +13:57                 |
| 3.           | Marcel van Vliet Marcel Pronk Artur Klein     | MAN          | 4:13:26      | +15:09       | 3.                     | Anton Shibalov Robert Amatych Almaz Khisamiev | KAMAZ                  | 7:05:34                | +18:52                 |

| ETAP 3       | ETAP 3                                         | ETAP 3       | ETAP 3       | ETAP 3       | ETAP 3                 | ETAP 3                                       | ETAP 3                 | ETAP 3                 | ETAP 3                 |
| Wyniki etapu | Wyniki etapu                                   | Wyniki etapu | Wyniki etapu | Wyniki etapu | Klasyfikacja generalna | Klasyfikacja generalna                       | Klasyfikacja generalna | Klasyfikacja generalna | Klasyfikacja generalna |
| Miejsce      | Zawodnik                                       | Marka        | Czas         | Strata       | Miejsce                | Zawodnik                                     | Marka                  | Czas                   | Strata                 |
| ------------ | ---------------------------------------------- | ------------ | ------------ | ------------ | ---------------------- | -------------------------------------------- | ---------------------- | ---------------------- | ---------------------- |
| 1.           | Andrey Karginov Andrey Mokeev Igor Devyatkin   | KAMAZ        | 3:21:29      | –            | 1.                     | Gérard de Rooy Tom Colsoul Darek Rodewald    | Iveco                  | 10:10:53               | –                      |
| 2.           | Gérard de Rooy Tom Colsoul Darek Rodewald      | Iveco        | 3:24:11      | +2:42        | 2.                     | Marcel van Vliet Marcel Pronk Artur Klein    | MAN                    | 10:29:42               | +18:49                 |
| 3.           | Aleš Loprais Serge Bruynkens Radim Pustějovský | Tatra        | 3:26:33      | +4:54        | 3.                     | Andrey Karginov Andrey Mokeev Igor Devyatkin | KAMAZ                  | 10:50:03               | +39:10                 |

| ETAP 4       | ETAP 4                                           | ETAP 4       | ETAP 4       | ETAP 4       | ETAP 4                 | ETAP 4                                       | ETAP 4                 | ETAP 4                 | ETAP 4                 |
| Wyniki etapu | Wyniki etapu                                     | Wyniki etapu | Wyniki etapu | Wyniki etapu | Klasyfikacja generalna | Klasyfikacja generalna                       | Klasyfikacja generalna | Klasyfikacja generalna | Klasyfikacja generalna |
| Miejsce      | Zawodnik                                         | Marka        | Czas         | Strata       | Miejsce                | Zawodnik                                     | Marka                  | Czas                   | Strata                 |
| ------------ | ------------------------------------------------ | ------------ | ------------ | ------------ | ---------------------- | -------------------------------------------- | ---------------------- | ---------------------- | ---------------------- |
| 1.           | Gérard de Rooy Tom Colsoul Darek Rodewald        | Iveco        | 8:16:40      | –            | 1.                     | Gérard de Rooy Tom Colsoul Darek Rodewald    | Iveco                  | 16:17:33               | –                      |
| 2.           | Andrey Karginov Andrey Mokeev Igor Devyatkin     | KAMAZ        | 8:18:11      | +1:31        | 2.                     | Marcel van Vliet Marcel Pronk Artur Klein    | MAN                    | 16:53:45               | +36:12                 |
| 3.           | Eduard Nikolaev Evgeny Yakovlev Vladimir Rybakov | KAMAZ        | 8:25:44      | +9:04        | 3.                     | Andrey Karginov Andrey Mokeev Igor Devyatkin | KAMAZ                  | 16:58:14               | +40:41                 |

| ETAP 5       | ETAP 5                                              | ETAP 5       | ETAP 5       | ETAP 5       | ETAP 5                 | ETAP 5                                           | ETAP 5                 | ETAP 5                 | ETAP 5                 |
| Wyniki etapu | Wyniki etapu                                        | Wyniki etapu | Wyniki etapu | Wyniki etapu | Klasyfikacja generalna | Klasyfikacja generalna                           | Klasyfikacja generalna | Klasyfikacja generalna | Klasyfikacja generalna |
| Miejsce      | Zawodnik                                            | Marka        | Czas         | Strata       | Miejsce                | Zawodnik                                         | Marka                  | Czas                   | Strata                 |
| ------------ | --------------------------------------------------- | ------------ | ------------ | ------------ | ---------------------- | ------------------------------------------------ | ---------------------- | ---------------------- | ---------------------- |
| 1.           | Dmitry Sotnikov Vyatcheslav Mizyukaev Andrey Aferin | KAMAZ        | 4:47:46      | –            | 1.                     | Gérard de Rooy Tom Colsoul Darek Rodewald        | Iveco                  | 21:17:26               | –                      |
| 2.           | Andrey Karginov Andrey Mokeev Igor Devyatkin        | KAMAZ        | 4:50:42      | +2:56        | 2.                     | Andrey Karginov Andrey Mokeev Igor Devyatkin     | KAMAZ                  | 21:49:26               | +32:00                 |
| 3.           | Gérard de Rooy Tom Colsoul Darek Rodewald           | Iveco        | 4:59:53      | +12:07       | 3.                     | Eduard Nikolaev Evgeny Yakovlev Vladimir Rybakov | KAMAZ                  | 22:27:07               | +1:09:41               |

| ETAP 6       | ETAP 6                                          | ETAP 6       | ETAP 6       | ETAP 6       | ETAP 6                 | ETAP 6                                           | ETAP 6                 | ETAP 6                 | ETAP 6                 |
| Wyniki etapu | Wyniki etapu                                    | Wyniki etapu | Wyniki etapu | Wyniki etapu | Klasyfikacja generalna | Klasyfikacja generalna                           | Klasyfikacja generalna | Klasyfikacja generalna | Klasyfikacja generalna |
| Miejsce      | Zawodnik                                        | Marka        | Czas         | Strata       | Miejsce                | Zawodnik                                         | Marka                  | Czas                   | Strata                 |
| ------------ | ----------------------------------------------- | ------------ | ------------ | ------------ | ---------------------- | ------------------------------------------------ | ---------------------- | ---------------------- | ---------------------- |
| 1.           | Peter Versluis Jurgen Damen Henricus Schuurmans | MAN          | 1:52:55      | –            | 1.                     | Gérard de Rooy Tom Colsoul Darek Rodewald        | Iveco                  | 23:13:27               | –                      |
| 2.           | Andrey Karginov Andrey Mokeev Igor Devyatkin    | KAMAZ        | 1:54:06      | +1:11        | 2.                     | Andrey Karginov Andrey Mokeev Igor Devyatkin     | KAMAZ                  | 23:43:32               | +29:05                 |
| 3.           | Marcel van Vliet Marcel Pronk Artur Klein       | MAN          | 1:54:31      | +1:36        | 3.                     | Eduard Nikolaev Evgeny Yakovlev Vladimir Rybakov | KAMAZ                  | 24:22:09               | +1:07:42               |

| ETAP 7       | ETAP 7                                              | ETAP 7       | ETAP 7       | ETAP 7       | ETAP 7                 | ETAP 7                                           | ETAP 7                 | ETAP 7                 | ETAP 7                 |
| Wyniki etapu | Wyniki etapu                                        | Wyniki etapu | Wyniki etapu | Wyniki etapu | Klasyfikacja generalna | Klasyfikacja generalna                           | Klasyfikacja generalna | Klasyfikacja generalna | Klasyfikacja generalna |
| Miejsce      | Zawodnik                                            | Marka        | Czas         | Strata       | Miejsce                | Zawodnik                                         | Marka                  | Czas                   | Strata                 |
| ------------ | --------------------------------------------------- | ------------ | ------------ | ------------ | ---------------------- | ------------------------------------------------ | ---------------------- | ---------------------- | ---------------------- |
| 1.           | Eduard Nikolaev Evgeny Yakovlev Vladimir Rybakov    | KAMAZ        | 5:02:41      | –            | 1.                     | Gérard de Rooy Tom Colsoul Darek Rodewald        | Iveco                  | 28:21:42               | –                      |
| 2.           | Dmitry Sotnikov Vyatcheslav Mizyukaev Andrey Aferin | KAMAZ        | 5:06:26      | +3:45        | 2.                     | Andrey Karginov Andrey Mokeev Igor Devyatkin     | KAMAZ                  | 29:24:50               | +37:50                 |
| 3.           | Gérard de Rooy Tom Colsoul Darek Rodewald           | Iveco        | 5:07:15      | +4:34        | 3.                     | Eduard Nikolaev Evgeny Yakovlev Vladimir Rybakov | KAMAZ                  | 29:24:50               | +1:03:08               |

| ETAP 8       | ETAP 8                                              | ETAP 8       | ETAP 8       | ETAP 8       | ETAP 8                 | ETAP 8                                           | ETAP 8                 | ETAP 8                 | ETAP 8                 |
| Wyniki etapu | Wyniki etapu                                        | Wyniki etapu | Wyniki etapu | Wyniki etapu | Klasyfikacja generalna | Klasyfikacja generalna                           | Klasyfikacja generalna | Klasyfikacja generalna | Klasyfikacja generalna |
| Miejsce      | Zawodnik                                            | Marka        | Czas         | Strata       | Miejsce                | Zawodnik                                         | Marka                  | Czas                   | Strata                 |
| ------------ | --------------------------------------------------- | ------------ | ------------ | ------------ | ---------------------- | ------------------------------------------------ | ---------------------- | ---------------------- | ---------------------- |
| 1.           | Andrey Karginov Andrey Mokeev Igor Devyatkin        | KAMAZ        | 2:53:32      | –            | 1.                     | Gérard de Rooy Tom Colsoul Darek Rodewald        | Iveco                  | 31:20:29               | –                      |
| 2.           | Gérard de Rooy Tom Colsoul Darek Rodewald           | Iveco        | 2:58:47      | +5:15        | 2.                     | Andrey Karginov Andrey Mokeev Igor Devyatkin     | KAMAZ                  | 31:53:04               | +32:35                 |
| 3.           | Dmitry Sotnikov Vyatcheslav Mizyukaev Andrey Aferin | KAMAZ        | 3:00:27      | +6:55        | 3.                     | Eduard Nikolaev Evgeny Yakovlev Vladimir Rybakov | KAMAZ                  | 32:32:30               | +1:12:01               |

| ETAP 9       | ETAP 9                                           | ETAP 9       | ETAP 9       | ETAP 9       | ETAP 9                 | ETAP 9                                           | ETAP 9                 | ETAP 9                 | ETAP 9                 |
| Wyniki etapu | Wyniki etapu                                     | Wyniki etapu | Wyniki etapu | Wyniki etapu | Klasyfikacja generalna | Klasyfikacja generalna                           | Klasyfikacja generalna | Klasyfikacja generalna | Klasyfikacja generalna |
| Miejsce      | Zawodnik                                         | Marka        | Czas         | Strata       | Miejsce                | Zawodnik                                         | Marka                  | Czas                   | Strata                 |
| ------------ | ------------------------------------------------ | ------------ | ------------ | ------------ | ---------------------- | ------------------------------------------------ | ---------------------- | ---------------------- | ---------------------- |
| 1.           | Andrey Karginov Andrey Mokeev Igor Devyatkin     | KAMAZ        | 4:58:09      | –            | 1.                     | Gérard de Rooy Tom Colsoul Darek Rodewald        | Iveco                  | 36:37:45               | –                      |
| 2.           | Gérard de Rooy Tom Colsoul Darek Rodewald        | Iveco        | 5:17:16      | +19:07       | 2.                     | Andrey Karginov Andrey Mokeev Igor Devyatkin     | KAMAZ                  | 36:51:13               | +13:28                 |
| 3.           | Eduard Nikolaev Evgeny Yakovlev Vladimir Rybakov | KAMAZ        | 5:26:56      | +28:47       | 3.                     | Eduard Nikolaev Evgeny Yakovlev Vladimir Rybakov | KAMAZ                  | 37:59:26               | +1:21:41               |

| ETAP 10      | ETAP 10                                        | ETAP 10      | ETAP 10      | ETAP 10      | ETAP 10                | ETAP 10                                          | ETAP 10                | ETAP 10                | ETAP 10                |
| Wyniki etapu | Wyniki etapu                                   | Wyniki etapu | Wyniki etapu | Wyniki etapu | Klasyfikacja generalna | Klasyfikacja generalna                           | Klasyfikacja generalna | Klasyfikacja generalna | Klasyfikacja generalna |
| Miejsce      | Zawodnik                                       | Marka        | Czas         | Strata       | Miejsce                | Zawodnik                                         | Marka                  | Czas                   | Strata                 |
| ------------ | ---------------------------------------------- | ------------ | ------------ | ------------ | ---------------------- | ------------------------------------------------ | ---------------------- | ---------------------- | ---------------------- |
| 1.           | Aleš Loprais Serge Bruynkens Radim Pustějovský | Tatra        | 5:10:55      | –            | 1.                     | Gérard de Rooy Tom Colsoul Darek Rodewald        | Iveco                  | 41:54:50               | –                      |
| 2.           | Andrey Karginov Andrey Mokeev Igor Devyatkin   | KAMAZ        | 5:11:32      | +0:37        | 2.                     | Andrey Karginov Andrey Mokeev Igor Devyatkin     | KAMAZ                  | 42:02:45               | +7:55                  |
| 3.           | Gérard de Rooy Tom Colsoul Darek Rodewald      | Iveco        | 5:17:05      | +6:10        | 3.                     | Eduard Nikolaev Evgeny Yakovlev Vladimir Rybakov | KAMAZ                  | 43:24:18               | +1:29:28               |

| ETAP 11      | ETAP 11                                          | ETAP 11      | ETAP 11      | ETAP 11      | ETAP 11                | ETAP 11                                          | ETAP 11                | ETAP 11                | ETAP 11                |
| Wyniki etapu | Wyniki etapu                                     | Wyniki etapu | Wyniki etapu | Wyniki etapu | Klasyfikacja generalna | Klasyfikacja generalna                           | Klasyfikacja generalna | Klasyfikacja generalna | Klasyfikacja generalna |
| Miejsce      | Zawodnik                                         | Marka        | Czas         | Strata       | Miejsce                | Zawodnik                                         | Marka                  | Czas                   | Strata                 |
| ------------ | ------------------------------------------------ | ------------ | ------------ | ------------ | ---------------------- | ------------------------------------------------ | ---------------------- | ---------------------- | ---------------------- |
| 1.           | Andrey Karginov Andrey Mokeev Igor Devyatkin     | KAMAZ        | 6:22:32      | –            | 1.                     | Andrey Karginov Andrey Mokeev Igor Devyatkin     | KAMAZ                  | 48:25:17               | –                      |
| 2.           | Eduard Nikolaev Evgeny Yakovlev Vladimir Rybakov | KAMAZ        | 6:36:50      | +14:18       | 2.                     | Gérard de Rooy Tom Colsoul Darek Rodewald        | Iveco                  | 48:33:13               | +7:56                  |
| 3.           | Gérard de Rooy Tom Colsoul Darek Rodewald        | Iveco        | 6:38:23      | +15:51       | 3.                     | Eduard Nikolaev Evgeny Yakovlev Vladimir Rybakov | KAMAZ                  | 50:01:08               | +1:35:51               |

| ETAP 12      | ETAP 12                                          | ETAP 12      | ETAP 12      | ETAP 12      | ETAP 12                | ETAP 12                                          | ETAP 12                | ETAP 12                | ETAP 12                |
| Wyniki etapu | Wyniki etapu                                     | Wyniki etapu | Wyniki etapu | Wyniki etapu | Klasyfikacja generalna | Klasyfikacja generalna                           | Klasyfikacja generalna | Klasyfikacja generalna | Klasyfikacja generalna |
| Miejsce      | Zawodnik                                         | Marka        | Czas         | Strata       | Miejsce                | Zawodnik                                         | Marka                  | Czas                   | Strata                 |
| ------------ | ------------------------------------------------ | ------------ | ------------ | ------------ | ---------------------- | ------------------------------------------------ | ---------------------- | ---------------------- | ---------------------- |
| 1.           | Gérard de Rooy Tom Colsoul Darek Rodewald        | Iveco        | 4:10:24      | –            | 1.                     | Andrey Karginov Andrey Mokeev Igor Devyatkin     | KAMAZ                  | 52:36:12               | –                      |
| 2.           | Andrey Karginov Andrey Mokeev Igor Devyatkin     | KAMAZ        | 4:10:55      | +0:31        | 2.                     | Gérard de Rooy Tom Colsoul Darek Rodewald        | Iveco                  | 52:43:37               | +7:25                  |
| 3.           | Eduard Nikolaev Evgeny Yakovlev Vladimir Rybakov | KAMAZ        | 4:13:42      | +3:18        | 3.                     | Eduard Nikolaev Evgeny Yakovlev Vladimir Rybakov | KAMAZ                  | 54:14:50               | +1:38:38               |

| ETAP 13      | ETAP 13                                          | ETAP 13      | ETAP 13      | ETAP 13      | ETAP 13                | ETAP 13                                          | ETAP 13                | ETAP 13                | ETAP 13                |
| Wyniki etapu | Wyniki etapu                                     | Wyniki etapu | Wyniki etapu | Wyniki etapu | Klasyfikacja generalna | Klasyfikacja generalna                           | Klasyfikacja generalna | Klasyfikacja generalna | Klasyfikacja generalna |
| Miejsce      | Zawodnik                                         | Marka        | Czas         | Strata       | Miejsce                | Zawodnik                                         | Marka                  | Czas                   | Strata                 |
| ------------ | ------------------------------------------------ | ------------ | ------------ | ------------ | ---------------------- | ------------------------------------------------ | ---------------------- | ---------------------- | ---------------------- |
| 1.           | Aleš Loprais Serge Bruynkens Radim Pustějovský   | Tatra        | 2:17:37      | –            | 1.                     | Andrey Karginov Andrey Mokeev Igor Devyatkin     | KAMAZ                  | 55:00:28               | –                      |
| 2.           | Gérard de Rooy Tom Colsoul Darek Rodewald        | Iveco        | 2:20:02      | +2:35        | 2.                     | Gérard de Rooy Tom Colsoul Darek Rodewald        | Iveco                  | 55:03:39               | +3:11                  |
| 3.           | Eduard Nikolaev Evgeny Yakovlev Vladimir Rybakov | KAMAZ        | 2:20:30      | +2:53        | 3.                     | Eduard Nikolaev Evgeny Yakovlev Vladimir Rybakov | KAMAZ                  | 56:35:20               | +1:34:52               |

## Klasyfikacje końcowe

### Motocykle
| Pozycja | Numer | Zawodnik         | Marka  | Czas     | Strata   |
| ------- | ----- | ---------------- | ------ | -------- | -------- |
| 1.      | 2     | Marc Coma        | KTM    | 54:50:53 | –        |
| 2.      | 4     | Jordi Viladoms   | KTM    | 56:43:20 | +1:52:27 |
| 3.      | 6     | Olivier Pain     | Yamaha | 56:50:56 | +2:00:03 |
| 4.      | 1     | Cyril Despres    | Yamaha | 56:56:31 | +2:05:38 |
| 5.      | 7     | Hélder Rodrigues | Honda  | 57:02:02 | +2:11:09 |
| 6.      | 15    | Jakub Przygoński | KTM    | 57:22:39 | +2:31:46 |
| 7.      | 3     | Joan Barreda     | Honda  | 57:44:54 | +2:54:01 |
| 8.      | 26    | Daniel Gouet     | Honda  | 58:01:27 | +3:10:34 |
| 9.      | 19    | Štefan Svitko    | KTM    | 58:41:03 | +3:50:10 |
| 10.     | 9     | David Casteu     | KTM    | 58:49:02 | +3:58:09 |

### Quady
| Pozycja | Numer | Zawodnik           | Marka  | Czas     | Strata    |
| ------- | ----- | ------------------ | ------ | -------- | --------- |
| 1.      | 251   | Ignacio Casale     | Yamaha | 68:28:04 | –         |
| 2.      | 252   | Rafał Sonik        | Yamaha | 72:01:53 | +3:33:49  |
| 3.      | 255   | Sebastian Husseini | Honda  | 74:08:28 | +5:40:24  |
| 4.      | 263   | Mohammed Abu-Issa  | Honda  | 78:35:15 | +10:07:11 |
| 5.      | 268   | Victor Gallegos    | Honda  | 78:51:45 | +10:23:41 |
| 6.      | 276   | Jeremías González  | Yamaha | 80:18:21 | +11:50:17 |
| 7.      | 296   | Siergiej Kariakin  | Yamaha | 84:08:05 | +15:40:01 |
| 8.      | 258   | Daniel Mazzucco    | Can-Am | 86:15:52 | +17:47:48 |
| 9.      | 267   | Santiago Hansen    | Yamaha | 86:19:49 | +17:51:45 |
| 10.     | 266   | Daniel Domaszewski | Honda  | 88:53:17 | +20:25:13 |

### Samochody
| Pozycja | Numer | Zawodnicy                              | Marka  | Czas     | Strata   |
| ------- | ----- | -------------------------------------- | ------ | -------- | -------- |
| 1.      | 304   | Nani Roma Michel Périn                 | Mini   | 50:44:58 | –        |
| 2.      | 300   | Stéphane Peterhansel Jean-Paul Cottret | Mini   | 50:50:36 | +5:38    |
| 3.      | 301   | Nasir al-Atijja Lucas Cruz             | Mini   | 51:41:50 | +56:52   |
| 4.      | 302   | Giniel de Villiers Dirk von Zitzewitz  | Toyota | 52:04:05 | +1:19:07 |
| 5.      | 307   | Orlando Terranova Paulo Fiuza          | Mini   | 52:12:42 | +1:27:44 |
| 6.      | 309   | Krzysztof Hołowczyc Konstantin Żylcow  | Mini   | 54:40:40 | +3:55:42 |
| 7.      | 328   | Marek Dąbrowski Jacek Czachor          | Toyota | 56:19:23 | +5:34:25 |
| 8.      | 315   | Christian Lavieille Jean-Pierre Garcin | Haval  | 56:20:48 | +5:35:50 |
| 9.      | 332   | Martin Kaczmarski Filipe Palmeiro      | Mini   | 57:43:10 | +6:58:10 |
| 10.     | 314   | Władimir Wasiljew Vitaliy Yevtyekhov   | Mini   | 57:44:32 | +6:59:34 |

### Ciężarówki
| Pozycja | Numer | Zawodnicy                                           | Marka | Czas     | Strata   |
| ------- | ----- | --------------------------------------------------- | ----- | -------- | -------- |
| 1.      | 506   | Andrey Karginov Andrey Mokeev Igor Devyatkin        | KAMAZ | 55:00:28 | –        |
| 2.      | 501   | Gérard de Rooy Tom Colsoul Darek Rodewald           | Iveco | 55:03:39 | +3:11    |
| 3.      | 500   | Eduard Nikolaev Sergey Savostin Vladimir Rybakov    | KAMAZ | 56:35:20 | +1:34:52 |
| 4.      | 549   | Dmitry Sotnikov Vyatcheslav Mizyukaev Andrey Aferin | KAMAZ | 58:22:38 | +3:22:10 |
| 5.      | 545   | Anton Shibalov Robert Amatych Almaz Khisamiev       | KAMAZ | 59:37:53 | +4:37:25 |
| 6.      | 504   | Aleš Loprais Serge Bruynkens Radim Pustějovský      | Tatra | 60:04:29 | +5:04:01 |
| 7.      | 507   | Hans Stacey Detlef Ruf Bernard der Kinderen         | Iveco | 60:15:25 | +5:14:57 |
| 8.      | 510   | René Kuipers Moises Torrallardona Jan van der Vaet  | MAN   | 61:31:36 | +6:31:08 |
| 9.      | 508   | Marcel van Vliet Marcel Pronk Artur Klein           | MAN   | 62:07:21 | +7:06:53 |
| 10.     | 534   | Pep Vila Peter van Eerd Xavi Colome                 | Iveco | 62:54:03 | +7:53:35 |